# Ashita no Joe
Ashita no Joe (あしたのジョー, letterlijk "Joe van Morgen") is een shonen sportmanga over boksen uit 1968. De strip werd geschreven door Ikki Kajiwara onder het pseudoniem Asao Takamori. De tekeningen zijn van de hand van Tetsuya Chiba. De reeks werd later verwerkt tot twee animereeksen, twee animefilms, twee live-action films en 9 computerspellen. Buiten Japan staat de manga ook bekend onder de titels Champion Joe, Rocky Joe, Tomorrow's Joe en Joe.
De reeks liep van 1968 tot en met 1973 in het mangatijdschrift Weekly Shonen Magazine. Later werd hij in 20 tankōbon uitgegeven door Kodansha. De reeks verkocht meer dan 20 miljoen volumes. Ashita no Joe werd in het Frans uitgegeven door Glénat en in het Italiaans door Star Comics.

## Verhaal
De jongeman Joe Yabuki loopt weg van een weeshuis. Tijdens zijn dwaaltochten doorheen de slechte buurten van Tokio ontmoet hij de ex-bokstrainer Danpei. Wanneer Joe gearresteerd wordt, vecht hij tegen Nishi in de gevangenis. Hun gevecht eindigt met een wederzijdse K.O. Wanneer Rikiishi de gevangenis verlaat, daagt hij Joe uit tot een gevecht in de toekomst. Ze beloven elkaar dat de volgende keer dat ze elkaar zullen ontmoeten, beiden professionele boksers zullen zijn.

## Concept
De reeks debuteerde in het mangatijdschrift Weekly Shonen Magazine. De late jaren 1960 waren economisch en cultureel gezien een woelige periode in Japan. Joe stelde de tragische held uit de lagere klasse voor. Zijn beproevingen en opofferingen voor zijn sport waren een reflectie van de demografie die hij representeerde. In de jaren 1970 werd Joe een echt manga-icoon in Japan. Tot op vandaag blijft de reeks een cultstatus behouden.